# Nekrolog

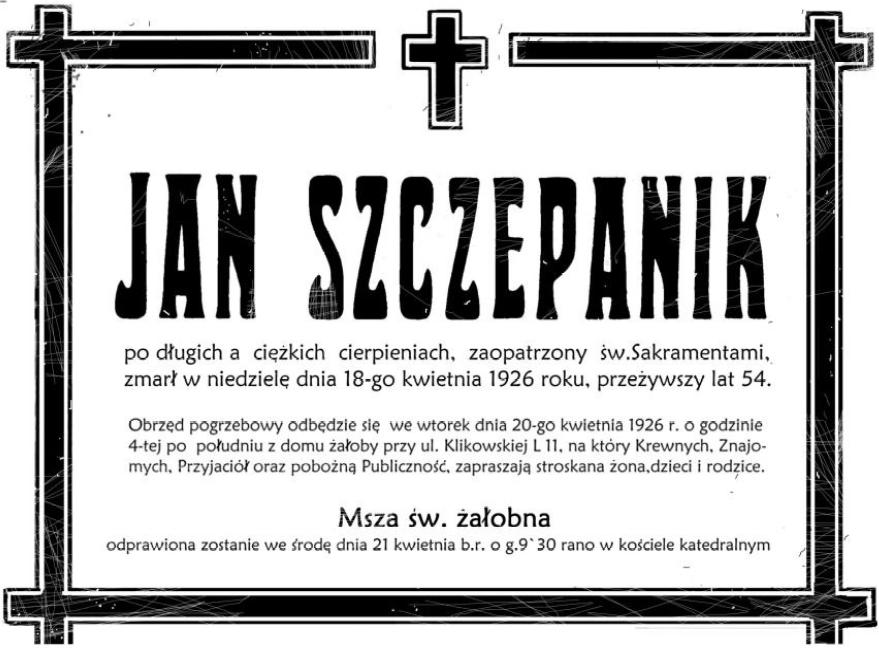
Typowy polski nekrolog (1926)

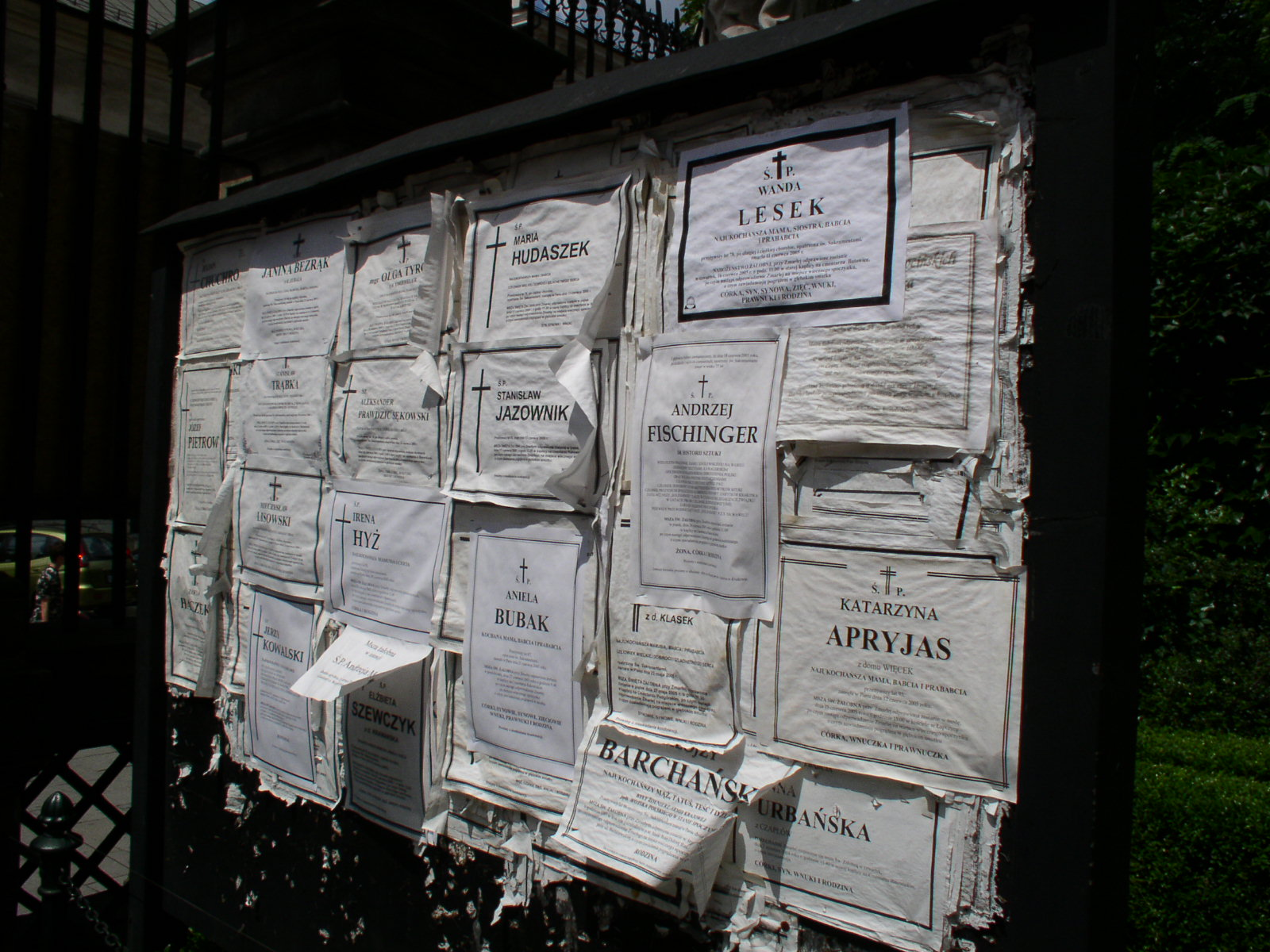
Klepsydry

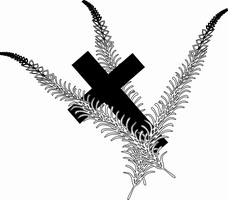
Palmy i krzyż z nekrologów chrześcijan

Nekrolog (gr. nekros „trup”, logos „słowo”) – informacja o śmierci danej osoby, podana do publicznej wiadomości.

## Geneza
Współczesny nekrolog wywodzi się ze średniowiecznego gatunku nekrologium. Takim terminem określano spisy zmarłych według porządku kalendarzowego. Powstały one na podstawie spisów zmarłych, zapisywanych od VII wieku na marginesach kalendarzy, sakramentarzy i martyrologiów. W Polsce nasilenie nekrologii jako zjawiska kulturowego i literackiego przypada na drugą poł. XIX wieku. Intensyfikacja przypada więc na moment, w którym na cmentarzach zaczęła dominować koncepcja pięknej śmierci – estetyzacji grobów, stawiania posągowych aniołów, popiersi zmarłych. Pierwsze nekrologi pojawiały się w niektórych polskich czasopismach już ok. 1810 roku i łączyły funkcję informacyjną z biograficzną. Klepsydry („afiszowe” zawiadomienia o śmierci, np. na drzwiach domu zmarłego) weszły w użycie na pocz. XIX wieku.

## Opis
Nekrolog to gatunek prasowy, który pełni prymarną funkcję informowania o zgonie. Może zawierać także dodatkowe informacje, takie jak: miejsce i czas uroczystości żałobnych oraz pogrzebu, wyrazy współczucia dla bliskich, czy też krótką wzmiankę opisującą daną postać i okoliczności śmierci. Nekrologiem może być również dłuższy artykuł prasowy (także audycja radiowa lub program telewizyjny) przybliżający i wychwalający daną postać w tonie odpowiednio poważnym i uroczystym, jeżeli jego charakter jest czysto informacyjny, pozbawiony charakteru publicystycznego. Nekrologi zawierają często elementy graficzne, pozwalające identyfikować, do jakiej społeczności religijnej należał zmarły.
Struktura nekrologu nie jest znormatywizowana. Układ elementów jest modyfikowany ze względu na potrzeby i oczekiwania nadawcy. Można wyróżnić następujące elementy nekrologu, które pojawiają się w konkretnych realizacjach gatunkowych:
1. formuła otwarcia (np. „z głębokim żalem zawiadamiamy”);
2. informacja dotycząca daty i miejsca śmierci;
3. znaki przynależności wyznaniowej (np. krzyż, dopisek „śp.”);
4. imię i nazwisko zmarłego;
5. pozytywnie wartościująca identyfikacja zmarłego (np. kochający ojciec);
6. informacje o uroczystościach pogrzebowych (data, miejsce);
7. podpis autorów (np. mąż, rodzice, rodzina).

Nekrolog bywa uzupełniany o elementy graficzne, np. czarną ramkę otaczającą tekst, emblematy (czarne liście palmowe, krzyż). W opisywanym gatunku często stosuje się ozdobne liternictwo.
Można wyróżnić kilka odmian gatunkowych współczesnego nekrologu: nekrolog kondolencyjny, nekrolog-podziękowanie oraz nekrolog rocznicowy. Z punktu widzenia nadawców wypowiedzi można z kolei wskazać nekrolog prywatny (nadawcą są bliscy zmarłego – rodzina, przyjaciele) oraz instytucjonalny (rolę nadawcy pełni zinstytucjonalizowana grupa ludzi, np. zakład pracy zatrudniający zmarłego).
Informacją podobną do nekrologu jest klepsydra, czyli ogłoszenie w postaci afiszu zawierającego te same podstawowe informacje co nekrolog. Klepsydra rozwieszana jest przez rodzinę zmarłego lub na jej zlecenie, w miejscach publicznych do tego wyznaczonych (ściany domu zmarłego, słupy ogłoszeniowe, przedsionki świątyń, miejsca, gdzie zmarły często przebywał jako osoba znana itp.).  Zatem wydaje się, że oba pojęcia (klepsydra, nekrolog) różnią się formą wydawniczą.
Klepsydry pogrzebowe w początku XIX wieku przeważnie przedstawiały rysunek sarkofagu, na którym oprócz informacji o zmarłym oraz dotyczących  pogrzebu, występowało wiele symboli - trupia czaszka trzymająca w zębach dwa festony, owinięta wizerunkiem węża; na krzyż ułożone kosy i łopaty; klepsydra jako symbol upływającego czasu. Umieszczano na nich napisy:
Requiescat in pace (niech odpoczywa w pokoju) oraz Hodie mihi, cras tibi (Dzisiaj mnie, jutro tobie)
W późniejszym okresie zamiast klepsydry umieszczano anioła gaszącego pochodnię.
Z czasem klepsydry zmieniły całkiem wygląd i przyjęły dzisiejszą formę - oprócz informacji  zawierają również elementy graficzne, świeckie lub przynależne do danej grupy religijnej np. krzyż, gałązka palmowa, głowa Chrystusa w koronie cierniowej itp.  
Ze względów psychologicznych klepsydra jest chętniej używanym określeniem jako forma stosowana nekrologu i kondolencji (również podziękowań lub informacji o mszach np. w rocznice śmierci) w druku, bądź w Internecie.